# I. e. 429
Évszázadok: i. e. 6. század – i. e. 5. század – i. e. 4. század
Évtizedek: i. e. 470-es évek – i. e. 460-as évek – i. e. 450-es évek – i. e. 440-es évek – i. e. 430-as évek – i. e. 420-as évek – i. e. 410-es évek – i. e. 400-as évek – i. e. 390-es évek – i. e. 380-as évek – i. e. 370-es évek
Évek: i. e. 434 – i. e. 433 – i. e. 432 – i. e. 431 –  i. e. 430 – i. e. 429 – i. e. 428 – i. e. 427 – i. e. 426 – i. e. 425 – i. e. 424

## Események
- Római consulok: Hostus Lucretius Tricipitinus és L. Sergius Fidenas

## Halálozások
- Periklész  az athéni demokrácia egyik úttörője meghal a nagy athéni tífuszjárványban (*i. e. 495)